# Shin Japan Heroes Universe
Shin Japan Heroes Universe (シン・ジャパン・ヒーローズ・ユニバース?, Shin Japan Hirōzu Yunibāsu, abbreviato SJHU) è un progetto di collaborazione fra le quattro case di produzione tele-cinematografica giapponesi Khara, Tōei Animation, Tōhō e Tsuburaya Productions ideato e sviluppato dal regista Hideaki Anno.
Il progetto intende rivitalizzare la cultura dei tokusatsu, sviluppatasi in Giappone dopo la seconda guerra mondiale, attraverso la produzione di quattro film e di vari eventi condivisi quali concerti, mostre, merchandising e altro; i quattro film sono ideati, scritti e in tre casi diretti da Anno e presentano tutti nel titolo la parola shin (シン?), di varia interpretazione.

## Storia

### Sviluppo e annuncio
«No, non abbiamo piani per questo. È tutto ciò che possiamo fare per fare un film per un personaggio in questo momento.»

— Shinji Higuchi (co-regista e direttore degli effetti di Shin Godzilla e regista di Shin Ultraman) dopo che gli è stato chiesto se ci sono piani per espandere SJHU in film cross-over.
Nel febbraio 2022, Khara, Tōei Animation, Tōhō e Tsuburaya Productions hanno annunciato un progetto collaborativo intitolato Shin Japan Heroes Universe che unisce i franchise su cui Hideaki Anno aveva lavorato e che portano la parola shin nel titolo, ovvero Shin Godzilla (2016), Evangelion: 3.0+1.0 Thrice Upon a Time, conosciuto in Giappone come Shin Evangelion, Shin Ultraman (2022) e Shin Kamen Rider (2023).
Nel 2016, Khara e Toho avevano precedentemente collaborato a progetti simili incrociati che univano Rebuild of Evangelion e Shin Godzilla come Godzilla vs. Evangelion e Godzilla vs. Evangelion: The Real 4D.
Il progetto SJHU si è concretizzato dopo che si è tenuto un incontro tra Khara, Toei, Toho e Tsuburaya, sotto la supervisione di Anno, il quale ha affermato che «è stato concepito nelle discussioni delle società collegate, dall'idea di unire personaggi di cultura giapponese, in modo collaborativo, per espanderli ulteriormente in tutto il mondo e stimolare il divertimento. […] In origine, i progetti con un'ampia gamma di fonti di copyright sono difficili da adattare e i vantaggi commerciali non sono significativi. Quindi è un piano che può essere realizzato solo dai detentori di contenuti che danno la priorità al servizio dei fan rispetto alla cooperazione commerciale stessa». Ha anche aggiunto che «è un progetto che utilizza un oggetto comune chiamato Shin come espediente. In futuro, la parola Shin sarà rimossa. […] Speriamo che lo sviluppo di SJHU soddisfi i nostri fan come un nuovo piacere che trascende i confini dei mondi dei personaggi». Il logo ufficiale è stato disegnato da Yutaka Izubuchi mentre l'immagine promozionale del teaser visivo è stata disegnata da Mahiro Maeda.
Nell'agosto 2022, Shinji Higuchi ha dichiarato che il progetto è inteso solo per merchandising, eventi speciali ed eventi di collegamento, e che i film sono pensati per essere separati individualmente piuttosto che replicare la formula del Marvel Cinematic Universe.

### Elenco dei progetti
- Nel maggio 2022, Bandai Namco Holdings ha annunciato il primo progetto SJHU intitolato Shin Japan Heroes Amusement World, un parco di divertimenti che debutterà con l'apertura tra luglio e novembre 2022 nei Bandai Namco Cross Stores situati a Yokohama, Osaka, Umeda e Hakata.[9]
- Nel luglio 2022, GungHo Online Entertainment ha aggiunto l'incarnazione Shin Godzilla di Godzilla e le incarnazioni Shin Ultraman di Ultraman, Neronga, Gabora, Zarab, Mefilas e Zetton al loro videogioco puzzle mobile Puzzle & Dragons.[10]